# Símbols de Terranova i Labrador
La província canadenca de Terranova i Labrador ha establert diversos símbols provincials.
| Símbol                        | Nom                                                               | Imatge                                   | Adopció    | Observacions |
| ----------------------------- | ----------------------------------------------------------------- | ---------------------------------------- | ---------- | --- |
| Escut d'armes                 | Escut d'armes de Terranova i Labrador                             | Escut d'armes de Terranova i Labrador    | 1637, 1928 | L'escut d'armes original fou concedit per garantia reial de Carles I d'Anglaterra el 1637. L'1 de gener de 1928 van ser oficialment readoptat pel Govern de Terranova. |
| Motto                         | Quaerite Prime Regnum Dei                                         | lema escut Terranova i Labrador          | 1637       | "Busqueu primer el Regne de Déu". El lema deriva de l'Evangeli segons Mateu, capítol 6 versicle 33. |
| Escut provincial              | Escut provincial de Terranova i Labrador                          | Escut provincial de Terranova i Labrador | 1637       | La confirmació de l'escut es concedeix amb l'escut d'armes de 1637, i la Llei de l'escut d'armes actual. |
| Bandera                       | Bandera de Terranova i Labrador                                   | Bandera de Terranova i Labrador          | 1980       | Dissenyada per l'artista Christopher Pratt, va ser oficialment adoptada el 6 de juny de 1980. |
| Bandera del Tinent governador | Bandera del Tinent governador de Terranova i Labrador             |                                          | 1987       | La bandera és blau marí amb l'escut provincial centrat i envoltat per una corona de deu fulles d'auró daurades, sobrepassada per la corona de Sant Eduard. fou adoptada durant el mandat del virei James McGrath el 1987. |
| Segell                        | Gran segell de Terranova i Labrador                               |                                          | 1827       | El Gran Segell va ser usat per primer cop el 1827 i el seu disseny i ha anat canviant amb l'adhesió de tots els monarques després de la seva aprovació pel Consell Executiu. |
| Himne                         | "Oda a Terranova"                                                 |                                          | 1980       | L'himne oficial de Terranova i Labrador és l'Oda a Terranova, escrit pel governador Sir Cavendish Boyle el 1902. La melodia va ser composta per Sir Hubert Parry. |
| Arbre                         | Black Spruce (Picea mariana)                                      | Black Spruce                             | 1993       | Designat el novembre de 1993. És l'arbre més característic dels boscos boreals de Terranova i Labrador. |
| Flor                          | Pitcher plant                                                     | Pitcher plant                            | 1990       | Designada el 1990 per l'Acta d'Emblema floral (cap. F-20). Sarracenia és un gènere de plantes amb flors que comprèn nou espècies de plantes carnívores nadiues de l'Amèrica del Nord. |
| Ocell                         | Fraret atlàntic (Fratercula Arctica)                              | Fraret atlàntic                          | 1991       | Designat ocell provincial el 1991. El 90% dels frarets atlàntics d'Amèrica del Nord es troben en aquesta província. |
| Game Bird                     | Willow Ptarmigan (Lagopus lagopus) Rock Ptargmigan (Lagopus muta) | Willow Ptarmigan                         |            | De la família dels fasiànids, es troben a tota la província. |
| Mamífer                       | Poni de Terranova (Ovis canadensis)                               | Mufló de les Muntanyes Rocoses           | 1997       | Designat Patrimoni provincial el 12 de setembre de 1997. Portat de les illes Britàniques pels colons entre 1611 i mitjans de 1900. |
| Mineral                       | Labradorita                                                       | Labradorita                              | 1975       | Designat mineral el 1975. És un mineral de la classe dels silicats, una variant de feldespat. El seu color base principal és el blau amb un color verd iridescent i el marró. Fou descrit per primera vegada a la península del Labrador |
| Tartà                         | Verd, groc, blau, rosa i negre.                                   |                                          | 1973       | Registrat oficialment el 1973 amb el codi internacional 1543. Creat el 1955 pel comerciant Samuel Wilansky de St. John's. El verd representa els "turons revestits de pi", el blanc representa la neu, el marró representa el ferro i el vermell representa el Real Estàndard.                                                                                  |
| Ordre                         | Ordre de Terranova i Labrador                                     |                                          | 2001       | La medalla porta l'escut de Terranova i Labrador muntat per la Corona. Es porta amb una cinta blava, verda, blanca i daurada. |
| Logotip                       |                                                                   |                                          | 2006       | En paraules del President Provincial Williams: "Hem agafat la nostra flor provincial, la pitcher plant, i li hem donat una nova imatge que creiem que destacarà al mercat. Terranova i Labrador s'ha revitalitzat durant els últims anys, i estem exudant un renovat sentiment d'orgull i optimisme que es reflectirà al món a través de la nostra nova marca". |